# ISO 3166-2:ME
ISO 3166-2:ME è uno standard ISO che definisce i codici geografici delle suddivisioni del Montenegro; è un sottogruppo dello standard ISO 3166-2.
I codici sono assegnati ai 24 comuni, e sono formati da ME- (sigla ISO 3166-1 alpha-2 dello Stato), seguito da due cifre. Il sottogruppo è stato creato nel 2007 in seguito alla dissoluzione della Serbia e Montenegro, le cui suddivisioni erano incluse nel sottogruppo ISO 3166-2:CS.

## Codici
| Codice | Comune       |
| ------ | ------------ |
| ME-01  | Andrijevica  |
| ME-02  | Antivari     |
| ME-03  | Berane       |
| ME-04  | Bijelo Polje |
| ME-05  | Budua        |
| ME-08  | Castelnuovo  |
| ME-10  | Cattaro      |
| ME-06  | Cettigne     |
| ME-07  | Danilovgrad  |
| ME-20  | Dulcigno     |
| ME-22  | Gusinje      |
| ME-09  | Kolašin      |
| ME-11  | Mojkovac     |
| ME-12  | Nikšić       |
| ME-23  | Petnjica     |
| ME-13  | Plav         |
| ME-14  | Pljevlja     |
| ME-15  | Plužine      |
| ME-16  | Podgorica    |
| ME-17  | Rožaje       |
| ME-18  | Šavnik       |
| ME-19  | Teodo        |
| ME-24  | Tuzi         |
| ME-21  | Žabljak      |
| ME-25  | Zeta         |